# 이디르주

이디르주의 위치

이디르주(튀르키예어: Iğdır ili)는 튀르키예 동부에 위치한 주로, 동아나톨리아 지역에 속한다. 주도는 이디르이며 면적은 3,587km2, 인구는 287,106명(2006년 기준), 자동차 번호는 76번, 시외전화 지역번호는 0476번이다. 북서쪽으로는 카르스주, 서쪽과 남쪽으로는 아르주와 접하고 있고 아르메니아와 아제르바이잔(나히체반 공화국), 이란과 국경을 접한다. 4개 군을 관할한다.
튀르키예에서 가장 높은 산이자 성경에 등장하는 산인 아라라트산이 있으며 주의 대부분은 평지이다. 튀르키예에서 가장 온난한 지역이며 목화가 재배된다. 아르메니아 국경에는 아라스강이 흐른다.
주 이름은 투르크계 민족인 오구즈족의 한 갈래인 이디로올루(Iğdıroğlu)에서 유래된 이름으로, 이들 민족은 아나톨리아 전역에 거주했다고 전해진다. 오늘날 말라티아 등 튀르키예의 여러 지역에서는 "이디르"(Iğdır)라는 이름이 붙은 도시와 마을이 있다.

## 같이 보기
- 캅카스
- 남캅카스